# Grand Prix Španělska 2006
Velká cena Španělska XLVIII Gran Premio de España vozů Formule 1 se v roce 2006 konala 14. května na okruhu v Barceloně. Jelo se 66 kol, jedno kolo měřilo 4,627 km, celkem tedy závodníci ujeli 305,256 kilometrů. Tato velká cena byla v celkovém pořadí 756. Grand Prix. Skončila 11. vítězstvím Fernanda Alonsa a 29. vítězstvím pro tým Renault.
Fernando Alonso, vítěz domácí Velké ceny Španělska převzal cenu od samotného španělského krále Juana Carlose I. Flavio Briatore si došel pro trofej, která náleží vítěznému týmu, předal mu jí Césare Alierta, zástupce hlavního sponzora, společnosti Telefonica. Druhému pilotovi v cíli, kterým byl Michael Schumacher, předal cenu Pasqual Maragall, prezident Katalánska. Giancarlo Fisichella přijal cenu z rukou prezidenta R.F.E.A. (španělský autoklub) Carlose Gracii.

## Výsledky

### Pořadí v cíli
| Pozice | Jezdec               | Vůz               | Čas         |
| ------ | -------------------- | ----------------- | ----------- |
| 1      | Fernando Alonso      | Renault R26       | 1h26:21,759 |
| 2      | Michael Schumacher   | Ferrari 248 F1    | á 0:18,502  |
| 3      | Giancarlo Fisichella | Renault R26       | á 0:23,951  |
| 4      | Felipe Massa         | Ferrari 248 F1    | á 0:29,859  |
| 5      | Kimi Räikkönen       | McLaren MP4/21    | á 0:56,875  |
| 6      | Jenson Button        | Honda RA106       | á 0:58,347  |
| 7      | Rubens Barrichello   | Honda RA106       | á 1 kolo    |
| 8      | Nick Heidfeld        | BMW Sauber F1.06  | á 1 kolo    |
| 9      | Mark Webber          | Williams FW28     | á 1 kolo    |
| 10     | Jarno Trulli         | Toyota TF106      | á 1 kolo    |
| 11     | Nico Rosberg         | Williams FW28     | á 1 kolo    |
| 12     | Jacques Villeneuve   | BMW Sauber F1.06  | á 1 kolo    |
| 13     | Christian Klien      | Red Bull RB2      | á 1 kolo    |
| 14     | David Coulthard      | Red Bull RB2      | á 1 kolo    |
| 15     | Vitantonio Liuzzi    | Torro Rosso STR01 | á 3 kola    |
| 16     | Tiago Monteiro       | Midland M16       | á 3 kola    |
| 17     | Takuma Sató          | Super Aguri SA05  | á 4 kola    |
| Kolo   | Odstoupili           | -                 | -           |
| 48     | Christijan Albers    | Midland M16       |             |
| 47     | Scott Speed          | Torro Rosso STR01 | Motor       |
| 31     | Ralf Schumacher      | Toyota TF106      |             |
| 17     | Juan Pablo Montoya   | McLaren MP4/21    | Mimo trať   |
| 10     | Franck Montagny      | Super Aguri SA05  |             |

### Nejrychlejší kolo
- Felipe Massa Ferrari 1:16,648

### Vedení v závodě
- 1.-17. kolo Fernando Alonso
- 18. kolo Giancarlo Fisichella
- 19.-23. kolo Michael Schumacher
- 24.-40. kolo Fernando Alonso
- 41.-46. kolo Michael Schumacher
- 47.-66. kolo Fernando Alonso

### Postavení na startu
- Žlutě rozhodující čas pro postavení na startu.
- Červeně posunutí o deset míst na startu – výměna motoru

| *  | *                                    | *  | *                                      | Kvalifikace III.                      | Kvalifikace II.                        | Kvalifikace I.                         |
| -- | ------------------------------------ | -- | -------------------------------------- | ------------------------------------- | -------------------------------------- | -------------------------------------- |
| 1  | Fernando Alonso Renault 1:14,648     |    |                                        | Fernando Alonso Renault 1:14,648      | Michael Schumacher Ferrari 1:14,637    | Giancarlo Fisichella Renault 1:16,046  |
|    |                                      | 2  | Giancarlo Fisichella Renault 1:14,709  | Giancarlo Fisichella Renault 1:14,709 | Giancarlo Fisichella Renault 1:14,766  | Michael Schumacher Ferrari 1:16,049    |
| 3  | Michael Schumacher Ferrari 1:14,970  |    |                                        | Michael Schumacher Ferrari 1:14,970   | Jarno Trulli Toyota 1:15,068           | Jenson Button Honda 1:16,054           |
|    |                                      | 4  | Felipe Massa Ferrari 1:15,442          | Felipe Massa Ferrari 1:15,442         | Fernando Alonso Renault 1:15,124       | Jacques Villeneuve BMW 1:16,066        |
| 5  | Rubens Barrichello Honda 1:15,885    |    |                                        | Rubens Barrichello Honda 1:15,885     | Jenson Button Honda 1:15,150           | Jarno Trulli Toyota 1:16,174           |
|    |                                      | 6  | Ralf Schumacher Toyota 1:15,885        | Ralf Schumacher Toyota 1:15,885       | Ralf Schumacher Toyota 1:15,164        | Juan Pablo Montoya McLaren 1:16,195    |
| 7  | Jarno Trulli Toyota 1,15,976         |    |                                        | Jarno Trulli Toyota 1,15,976          | Felipe Massa Ferrari 1:15,245          | Ralf Schumacher Toyota 1:16,234        |
|    |                                      | 8  | Jenson Button Honda 1:16,008           | Jenson Button Honda 1:16,008          | Rubens Barrichello Honda 1:15,258      | Rubens Barrichello Honda 1:16,266      |
| 9  | Kimi Räikkönen McLaren 1:16,015      |    |                                        | Kimi Räikkönen McLaren 1:16,015       | Kimi Räikkönen McLaren 1:15,422        | Nick Heidfeld BMW 1:16,322             |
|    |                                      | 10 | Nick Heidfeld BMW 1:17,144             | Nick Heidfeld BMW 1:17,144            | Nick Heidfeld BMW 1:15,468             | Fernando Alonso Renault 1:16,359       |
| 11 | Mark Webber Williams 1:15,502        |    |                                        |                                       | Mark Webber Williams 1:15,502          | Felipe Massa Ferrari 1:16,359          |
|    |                                      | 12 | Juan Pablo Montoya McLaren 1:15,801    |                                       | Juan Pablo Montoya McLaren 1:15,801    | Kimi Räikkönen McLaren 1:16,613        |
| 13 | Nico Rosberg Williams 1:15,804       |    |                                        |                                       | Nico Rosberg Williams 1:15,804         | Christian Klien Red Bull 1:16,627      |
|    |                                      | 14 | Jacques Villeneuve BMW 1:15,847        |                                       | Jacques Villeneuve BMW 1:15,847        | Mark Webber Williams 1:16,685          |
| 15 | Christian Klien Red Bull 1:15,928    |    |                                        |                                       | Christian Klien Red Bull 1:15,928      | Vitantonio Liuzzi Torro Rosso 1:17,105 |
|    |                                      | 16 | Vitantonio Liuzzi Torro Rosso 1:16,661 |                                       | Vitantonio Liuzzi Torro Rosso 1:16,661 | Nico Rosberg Williams 1:17,213         |
| 17 | Scott Speed Torro Rosso 1:17,361     |    |                                        |                                       |                                        | Scott Speed Torro Rosso 1:17,361       |
|    |                                      | 18 | Tiago Monteiro Midland 1:17,702        |                                       |                                        | Tiago Monteiro Midland 1:17,702        |
| 19 | Christijan Albers Midland 1:18,024   |    |                                        |                                       |                                        | Christijan Albers Midland 1:18,024     |
|    |                                      | 20 | Takuma Sató Super Aguri 1:18,920       |                                       |                                        | Takuma Sató Super Aguri 1:18,920       |
| 21 | Franck Montagny Super Aguri 1:20,763 |    |                                        |                                       |                                        | Franck Montagny Super Aguri 1:20,763   |
|    |                                      | 22 | David Coulthard Red Bull ****          |                                       |                                        | David Coulthard Red Bull ****          |

### Páteční tréninky
| *  | I. Trénink                          | *  | II. Trénink                            |
| -- | ----------------------------------- | -- | -------------------------------------- |
| 1  | Felipe Massa Ferrari 1:15,796       | 1  | Anthony Davidson Honda 1:16,533        |
| 2  | Michael Schumacher Ferrari 1:16,099 | 2  | Robert Doornbos Red Bull 1:16,824      |
| 3  | Alexander Wurtz Williams 1:16,125   | 3  | Fernando Alonso Renault 1:16,860       |
| 4  | Robert Kubica BMW 1:16,628          | 4  | Alexander Wurtz Williams 1:17, 075     |
| 5  | Anthony Davidson Honda 1:16,961     | 5  | Christian Klien Red Bull 1:17,086      |
| 6  | Robert Doornbos Red Bull 1:17,424   | 6  | Michael Schumacher Ferrari 1:17,100    |
| 7  | Neel Jani Torro Rosso 1:19,720      | 7  | Giancarlo Fisichella Renault 1:17,291  |
| 8  | Giorgio Mondini Midland 1:20,708    | 8  | Jenson Button Honda 1:17,291           |
| 9  | Takuma Sató Super Aguri 1:20,744    | 9  | Rubens Barrichello Honda 1:17,417      |
| 10 | Franck Montagny Super Aguri ****    | 10 | Ralf Schumacher Toyota 1:17,506        |
| 11 | Scott Speed Torro Rosso ****        | 11 | Jarno Trulli Toyota 1:17,610           |
| 12 | Mark Webber Williams ****           | 12 | Nick Heidfeld BMW 1:17,622             |
| 13 | Jarno Trulli Toyota ****            | 13 | Robert Kubica BMW 1:17,844             |
| 14 | Christijan Albers Midland ****      | 14 | Mark Webber Williams 1:17,908          |
| 15 | Nico Rosberg Williams ****          | 15 | Kimi Räikkönen McLaren 1:17,933        |
| 16 | Tiago Monteiro Midland ****         | 16 | Jacques Villeneuve BMW 1:18,007        |
| 17 | Ralf Schumacher Toyota ****         | 17 | Felipe Massa Ferrari 1:18,223          |
| -  | Jenson Button Honda ****            | 18 | Juan Pablo Montoya McLaren 1:18,261    |
| -  | Vitantonio Liuzzi Torro Rosso ****  | 19 | Nico Rosberg Williams 1:18,283         |
| -  | Giancarlo Fisichella Renault ****   | 20 | David Coulthard Red Bull 1:18,410      |
| -  | Nick Heidfeld BMW ****              | 21 | Neel Jani Torro Rosso 1:18,774         |
| -  | Juan Pablo Montoya McLaren ****     | 22 | Giorgio Mondini Midland 1:18,910       |
| -  | David Coulthard Red Bull ****       | 23 | Scott Speed Torro Rosso 1:19,257       |
| -  | Jacques Villeneuve BMW ****         | 24 | Vitantonio Liuzzi Torro Rosso 1:19,334 |
| -  | Christian Klien Red Bull ****       | 25 | Christijan Albers Midland 1:19,358     |
| -  | Fernando Alonso Renault ****        | 26 | Takuma Sató Super Aguri 1:19,616       |
| -  | Kimi Räikkönen McLaren ****         | 27 | Tiago Monteiro Midland 1:20,311        |
| -  | Rubens Barrichello Honda ****       | 28 | Franck Montagny Super Aguri 1:22,222   |

### Sobotní tréninky
| 1  | Michael Schumacher Ferrari 1:15,658 | 2  | Giancarlo Fisichella Renault 1:15,707  |
| 3  | Nick Heidfeld BMW 1:16,057          | 4  | Christian Klien Red Bull 1:16,277      |
| 5  | David Coulthard Red Bull 1:16,352   | 6  | Rubens Barrichello Honda 1:16,399      |
| 7  | Felipe Massa Ferrari 1:16,410       | 8  | Fernando Alonso Renault 1:16,595       |
| 9  | Juan Pablo Montoya McLaren 1:16,660 | 10 | Kimi Räikkönen McLaren 1:16,705        |
| 11 | Jenson Button Honda 1:16,999        | 12 | Scott Speed Torro Rosso 1:17,004       |
| 13 | Ralf Schumacher Toyota 1:17,199     | 14 | Vitantonio Liuzzi Torro Rosso 1:17,240 |
| 15 | Nico Rosberg Williams 1:17,645      | 16 | Mark Webber Williams 1:17,743          |
| 17 | Jacques Villeneuve BMW 1:17,924     | 18 | Jarno Trulli Toyota 1:18,411           |
| 19 | Tiago Monteiro Midland 1:18,747     | 20 | Takuma Sató Super Aguri 1:18,857       |
| 21 | Christijan Albers Midland 1:19,587  | 22 | Franck Montagny Super Aguri 1:20,031   |

### Zajímavosti
- První vítězství španělského jezdce na Grand Prix Španělska
- Fernando Alonso překonal hranici 300 bodů
- Premiérové nejrychlejší kolo Felipe Massi
- 150 pole positions pro motor Renault
- 12 podium v řadě pro Fernanda Alonsa
- 25 GP jel Christijan Albers a Tiago Monteiro
- Vitantonio Liuzzi jel 10 GP
- David Coulthard jel 200 GP
- Michael Schumacher je po 146 na bedně (Nový rekord)

| Pole position   | Vítězství       | Nej. kolo      |
| Fernando Alonso | Fernando Alonso | Felipe Massa   |
| Renault R26     | Renault R26     | Ferrari 248 F1 |
| 1'14.648        | 1:26'21.759     | 1'16.648       |
| 223.143 km/h    | 212.075 km/h    | 217.321 km/h   |
| --------------- | --------------- | -------------- |

### Stav MS
- Zelená - vzestup
- Červená - pokles

| *  | Jezdec               | Body |
| -- | -------------------- | ---- |
| 1  | Fernando Alonso      | 54   |
| 2  | Michael Schumacher   | 39   |
| 3  | Kimi Räikkönen       | 27   |
| 4  | Giancarlo Fisichella | 24   |
| 5  | Felipe Massa         | 20   |
| 6  | Jenson Button        | 16   |
| 7  | Juan Pablo Montoya   | 15   |
| 8  | Rubens Barrichello   | 8    |
| 9  | Ralf Schumacher      | 7    |
| 10 | Mark Webber          | 6    |
| 11 | Jacques Villeneuve   | 6    |
| 12 | Nick Heidfeld        | 6    |
| 13 | Nico Rosberg         | 4    |
| 14 | Christian Klien      | 1    |
| 15 | David Coulthard      | 1    |

| * | Vůz      | Body |
| - | -------- | ---- |
| 1 | Renault  | 78   |
| 2 | Ferrari  | 59   |
| 3 | McLaren  | 42   |
| 4 | Honda    | 24   |
| 5 | BMW      | 12   |
| 6 | Williams | 10   |
| 7 | Toyota   | 7    |
| 8 | Red Bull | 2    |

| *  | Jezdec         | Body |
| -- | -------------- | ---- |
| 1  | Německo        | 56   |
| 2  | Španělsko      | 54   |
| 3  | Brazílie       | 28   |
| 4  | Finsko         | 27   |
| 5  | Itálie         | 24   |
| 6  | Velká Británie | 17   |
| 7  | Kolumbie       | 15   |
| 8  | Austrálie      | 6    |
| 9  | Kanada         | 6    |
| 10 | Rakousko       | 1    |